# Alexandru Forminte
Alexandru Gheorghe Forminte (n. 19 septembrie 1982) este un jucător de fotbal român a evoluat la clubul FC Ceahlăul.

## Legături externe
- Alexandru Forminte la romaniansoccer.ro
- Alexandru Forminte la Soccerway Arhivat în 4 martie 2016, la Wayback Machine.